# Ориол Бич (Флорида)
Ориол Бич (енгл. Oriole Beach) насељено је место без административног статуса у америчкој савезној држави Флорида.

## Демографија
По попису из 2010. године број становника је 1.420.
| Група             | 2000.    | 2010.         |
| Белци             | 0 (0,0%) | 1.267 (89,2%) |
| Афроамериканци    | 0 (0,0%) | 17 (1,2%)     |
| Азијати           | 0 (0,0%) | 7 (0,5%)      |
| Хиспаноамериканци | 0 (0,0%) | 75 (5,3%)     |
| Укупно            | 0        | 1.420         |